# Гілберт Ньютон Льюїс
Ґі́лберт Нью́тон Лью́їс (англ. Gilbert Newton Lewis; 23 жовтня 1875 — 23 березня 1946) — американський хімік, фізико-хімік. Відомий працями з хімічного зв'язку, фотохімії, кислотно-основної теорії; першим отримав важку воду.

## Біографія
Народився 23 жовтня 1875 року в містечку Веймут біля Бостона, штат Массачусетс. Але в 1884 році його сім'я переїхала в штат Небраска. З раннього дитинства був дуже розвиненим. Навчався 2 роки в університеті Небраски, в 1893 році перевівся в Гарвардський університет, де в 1896 році здобув ступінь бакалавра. Після закінчення університету рік працював викладачем, тоді вернувся в Гарвардський університет, де у 1899 році під керівництвом Теодора Вільяма Річардса захистив докторську дисертацію з термодинаміки амальгам цинку та кадмію.
У 1900—1901 роках стажувався в лабораторіях Вільгельма Оствальда в Лейпцигу та Вальтера Нернста в Геттінгені. Після поїздки повернувся в Гарвард, де працював молодшим викладачем. У 1904 році переїхав у Манілу, де рік обіймав посаду керівника Палати ваг і мір. У 1905 році прийняв пропозицію з МІТ, де до 1912 року працював під керівництвом А. А. Нойса. У МІТ продовжував працювати над термодинамічними системами та розвитком сучасної термодинаміки.
Помер 23 березня 1946 року в своїй лабораторії в Берклі.